# Martin Trnavský
Martin Trnavský (* 8. března 1970 Brno) je český divadelní a filmový herec a dramatik, ale také autor, producent a principál Divadelního spolku Frída.

## Životopis
Martin Trnavský se po absolvování základní školy vyučil elektromechanikem. Při zaměstnání studoval od roku 1989 střední průmyslovou školu elektrotechnickou. Hrál tenis a věnoval se jachtingu. Dvakrát vyhrál mistrovství republiky. Ve dvaceti letech patřil mezi nadějné sportovce. Jako jachtař bojoval o nominaci na letní olympijské hry v Barceloně. Po maturitě vystudoval v roce 1997 činoherní herectví na Divadelní fakultě Janáčkovy akademie múzických umění v Brně. Po absolutoriu působil krátce v Činoherním klubu a potom v Městském divadle Brno (Othello, Biff ve Smrti obchodního cestujícího, De Guiche v Cyranovi z Bergeracu), hostoval také v Divadle bratří Mrštíků.
V roce 1999 založili společně s Radimem Novákem nezávislý autorský Divadelní spolek Frída, jehož domovskou scénou se stalo do roku 2011 Divadlo Bolka Polívky na Jakubském náměstí 5 v Brně. Bolek Polívka účinkoval v představení Divadelního spolku Frída Variace na chlast, kde hrál hlavní roli. Od roku 2011 se domovskou scénou „spolku“ stalo Divadlo Reduta na Zelném trhu.
První hrou, kterou Divadelní spolek Frída uvedl, byla inscenace Sex, Drugs, Rock & Roll. Herecké obsazení tvoří Martin Trnavský a Radim Novák, působící zde od počátku. Vedle nich ve většině inscenací hostují externí herci.
Od roku 2007 vedle dvojice Trnavský a Novák hraje hlavní ženské role partnerka Martina Trnavského, herečka Barbora Munzarová (představení Thelma & Louise, Frankie & Johny, Interview s upírem). S herečkou Bárou Munzarovou se Martin Trnavský seznámil při natáčení seriálu Ordinace v růžové zahradě 2. Hráli společně také v televizním dramatu Na rozchodnou.
Daboval hlavního hrdinu české videohry Mafie II, Vita Scalettu.
Vedle dramatické a producentské práce ve svém Divadelním spolku Frída, účinkuje také v televizních seriálech (lze jmenovat Kriminálka Anděl, První republika, Temný kraj atd.) i filmech.
Ve spolupráci s hercem a režisérem Jakubem Nvotou napsali pro Frídu manželskou komedii Rošáda a monodrama Rapper.
O své dramatické práci Martin Trnavský říká:
| „ | Herectví je velmi očisťující pro emotivního člověka, jako jsem třeba já, který potřebuje vstřebané věci ventilovat. Baví mě pozorovat a mít názor. Nejsem jen zaměstnanec divadla, rovnou se ho snažím vytvářet. | “ |

Věnuje se Nadaci Munzarových, v jejíž správní radě zasedá. Ta vznikla v roce 2014 a snaží se podporovat umělce, sportovce, ale i školství, zdravotnictví atd. Předsedkyní nadace je jeho manželka Barbora Munzarová. Vzali se s Martinem Trnavským po desetiletém soužití v srpnu 2018.

## Herecké role
- Požírač medvědů (1996) [TV film]
- 24 (2001) – Martin
- Četnické humoresky II (2003) [TV seriál, epizoda 17 Ochotníci] – vrah
- Požírač medvědů (2005)
- Pravidla lži (2006) – vedoucí psychoterapeut Adam
- Muzika (2007) [film, Slovensko/Německo]
- Světla pasáže (2007) [TV seriál] – JUDr. Egon Rajtr
- Ordinace v růžové zahradě 2 (2008–2009) [TV seriál, díly 197–280] – Ing. Jan Haken
- Na rozchodnou (2008) [TV film] – tatínek, Pavel Hejný starý
- Muži v říji (2009)
- Ordinácia v ružovej záhrade (2009) (SK)
- Mafia II (2010)
- Tchyně a uzený (2010) TV film
- Panelák (2012) (SK)
- Obchoďák (seriál) (2012)
- První republika III (2018) [TV seriál] – bankéř Navrátil

## Zábavné pořady
- Manéž Bolka Polívky (2003)
- Nechoďte za náma, my přijdeme za váma (2004)
- Hospodská (2005)